# Sapere aspettare
Sapere Aspettare è il primo album solista del cantante italiano Roberto Tiranti,Ex New Trolls, voce  dei Labyrinth dal 1997, pubblicato nel 2015 per la Old Mill Records.

## Tracce
1. Non è Più Tempo – 3:20
2. Non Lo So – 3:55
3. Conta Fino a 3 – 3:35
4. Nero Cenere
5. Crazy (Gnarls Barkley cover) – 3:39
6. Sinceramente – 3:28
7. Vado a Male – 3:18
8. I Remember – 4:07
9. Know How to Wait – 4:52
10. Più di Ieri – 3:41
11. Percorso Obbligato – 5:31